# پدرو لاساگا
پدرو لاساگا (اسپانیایی: Pedro Lazaga‎؛ ‏ ۳ اکتبر ۱۹۱۸ – ۳۰ نوامبر ۱۹۷۹) کارگردان و فیلم‌نامه‌نویس اهل اسپانیا بود.
از فیلم‌ها یا مجموعه‌های تلویزیونی که وی در آن‌ها نقش داشته است، می‌توان به ماریا مورنا، بازگشت طولانی، «مه و آفتاب» (۱۹۵۱) و «زن کاباره‌ای» (۱۹۷۴) اشاره نمود.